# 이다바시

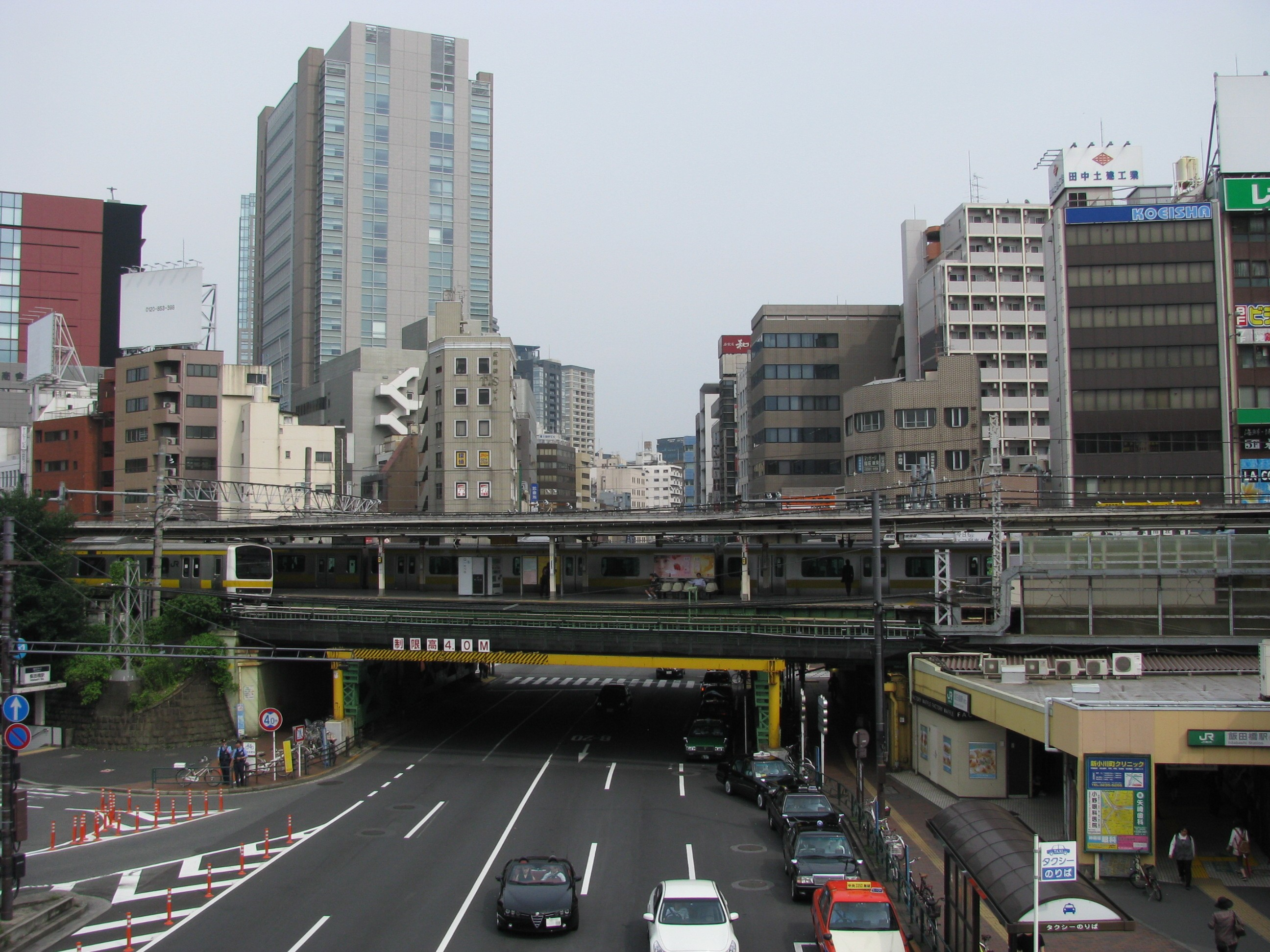

이다바시(飯田橋)는 일본 도쿄도 지요다구의 지역이다. 과거 1947년까지 고지마치에 속했었다. 우편 번호는 102-0072이다.

## 장소
- 이다바시역
- 이다교
- 간다천(간다가와)

## 경제
일본화물철도, KDDI, 닛켄셋케이, 쇼하쿠샤 등 여러 기업들이 이 지역에 본사를 두고 있다.